# Sărituri în apă la Jocurile Olimpice de vară din 2020
Probele sportive de sărituri în apă la Jocurile Olimpice de vară din 2020 s-au desfășurat în perioada 25 iulie–7 august 2021 la Olympic Aquatics Centre din Tokyo. Au avut loc câte patru probe sportive atât la masculin, cât și la feminin – 3 metri trambulină, 3 metri trambulină sincron, 10 metri platformă, 10 metri platformă sincron.

## Medaliați

### Masculin
| Probă                              | Aur                                          | Argint                                                               | Bronz                                            |
| 3 metri trambulină Detalii         | Xie Siyi · China (CHN)                       | Wang Zongyuan · China (CHN)                                          | Jack Laugher · Marea Britanie (GBR)              |
| 10 metri platformă Detalii         | Cao Yuan · China (CHN)                       | Yang Jian · China (CHN)                                              | Tom Daley · Marea Britanie (GBR)                 |
| 3 metri trambulină sincron Detalii | Xie Siyi · Wang Zongyuan · China (CHN)       | Andrew Capobianco · Michael Hixon · Statele Unite ale Americii (USA) | Patrick Hausding · Lars Rüdiger · Germania (GER) |
| 10 metri platformă sincron Detalii | Tom Daley · Matty Lee · Marea Britanie (GBR) | Cao Yuan · Chen Aisen · China (CHN)                                  | Aleksandr Bondar Viktor Minibaev (COR)           |

### Feminin
| Probă                              | Aur                                   | Argint                                                                | Bronz                                             |
| 3 metri trambulină Detalii         | Shi Tingmao · China (CHN)             | Wang Han · China (CHN)                                                | Krysta Palmer · Statele Unite ale Americii (USA)  |
| 10 metri platformă Detalii         | Quan Hongchan · China (CHN)           | Chen Yuxi · China (CHN)                                               | Melissa Wu · Australia (AUS)                      |
| 3 metri trambulină sincron Detalii | Shi Tingmao · Wang Han · China (CHN)  | Jennifer Abel · Mélissa Citrini-Beaulieu · Canada (CAN)               | Lena Hentschel · Tina Punzel · Germania (GER)     |
| 10 metri platformă sincron Detalii | Chen Yuxi · Zhang Jiaqi · China (CHN) | Delaney Schnell · Jessica Parratto · Statele Unite ale Americii (USA) | Gabriela Agúndez · Alejandra Orozco · Mexic (MEX) |

## Clasament pe medalii
| Loc   | Țară                       | Aur | Argint | Bronz | Total |
| ----- | -------------------------- | --- | ------ | ----- | ----- |
| 1     | China                      | 7   | 5      | 0     | 12    |
| 2     | Marea Britanie             | 1   | 0      | 2     | 3     |
| 3     | Statele Unite ale Americii | 0   | 2      | 1     | 3     |
| 4     | Canada                     | 0   | 1      | 0     | 1     |
| 5     | Germania                   | 0   | 0      | 2     | 2     |
| 6     | Australia                  | 0   | 0      | 1     | 1     |
| 6     | Mexic                      | 0   | 0      | 1     | 1     |
| 6     | COR                        | 0   | 0      | 1     | 1     |
| Total | Total                      | 8   | 8      | 8     | 24    |